# Chilozela trapeziana
Chilozela trapeziana là một loài bướm đêm trong họ Crambidae.